# Clare Carey
Clare Carey, née le 11 juin 1967 en Rhodésie (aujourd'hui Zimbabwe), est une actrice américano-zimbabwéenne.

## Filmographie
Sauf indication contraire, les informations mentionnées dans cette section peuvent être confirmées par la base de données cinématographiques IMDb,  présente dans la section « Liens externes ».

### Actrice

#### Cinéma
- 1987 : Zombie High (en) de Ron Link : Mary Beth
- 1988 : Le Clandestin (Uninvited) de Greydon Clark : Bobbie
- 1988 : Waxwork de Anthony Hickox : Gemma
- 2001 : Crocodile Dundee 3 de Simon Wincer : Skater
- 2006 : Submission de Jay Miracle : Samantha Davis
- 2006 : Mi$e à prix (Smokin' Aces) de Joe Carnahan : Laverne
- 2007 : Blind Spot (court métrage) de Gianluca Galtrucco : Susan West
- 2007 : La Cucina de Allison R. Hebble et Zed Starkovich : Celia
- 2010 : Unrequited de Jason Epperson : Ruth Jacobs
- 2010 : L'affaire McClain (en) (The Trial) de Gary Wheeler : Dr Anna Wilkes
- 2012 : True Love (en) de Enrico Clerico Nasino : Dana
- 2014 : Soul Mates de Todd Portugal : Zoe
- 2016 : Savannah Sunrise (en) de Randall Stevens : Angie
- 2019 : Angels Ladder (court métrage) de John Powers : Sharla Sullivan
- 2019 : Midsummer (court métrage) de Bash Achkar : Alma

#### Télévision

##### Séries télévisées
- 1988 : Texas police (en) (Houston Knights) : Amy (saison 2, épisode 13)
- 1988 : Mr. Belvedere : Denise (saison 4, épisode 18)
- 1989 : CBS Summer Playhouse : ? (saison 3, épisode 2)
- 1989 : Super Mario Bros. (The Super Mario Bros. Super Show!) : E.C. The Extra Creepy (saison 1, épisode 16)
- 1989-1995 : Coach : Kelly (113 épisodes)
- 1991 : Vic Daniels, flic à Los Angeles (Dragnet) : Lydia Stephens (saison 1, épisode 21)
- 1995 : Hercule (Hercules: The Legendary Journeys) : Aegina (saison 1, épisode 1)
- 1995 : Too Something (en) : ? (saison 1, épisode 15)
- 1998 : Ultime Recours (Vengeance Unlimited) : Pam Broder (saison 1, épisode 4)
- 1999 : Le Caméléon (The Pretender) (série télévisée) : Dr Melissa Blass (saison 4, épisode 4)
- 1999 : Walker, Texas Ranger : Helen (saison 8, épisode 7)
- 2000 : Invisible Man (The Invisible Man) : Vivian Alburn (saison 1, épisode 9)
- 2000 : Charmed : Eva (saison 3, épisode 4)
- 2001 : Ally McBeal : Mary Clapp (saison 4, épisode 15)
- 2001 : Division d'élite (The Division) : Lorna (saison 1, épisode 9)
- 2001-2002 : Totalement jumelles (So Little Time) : Macy Carlson (26 épisodes)
- 2003 : Hôpital San Francisco (Presidio Med) : ? (saison 1, épisode 9)
- 2004 : NIH : Alertes médicales (Medical Investigation) : Lisa Connor (saison 1, épisode 1 et 3)
- 2004 : FBI : Portés disparus (Without a Trace) : Maureen Grady / Lillian (saison 3, épisode 2)
- 2005 : Amy (Judging Amy) : Megan Mulhern (saison 6, épisode 11)
- 2005 : Stargate SG-1 : Kerry Johnson (saison 8, épisode 18)
- 2005 : Cold Case : Affaires classées : Rose (saison 2, épisode 18)
- 2005 : Weeds : Eileen Dodd (saison 1, épisode 7)
- 2005 : Urgences (ER) : Shauna (saison 12, épisode 4)
- 2005 : Night Stalker : Le Guetteur : Lisa Panero (saison 1, épisode 4)
- 2005 : Monk : Sœur Heather (saison 4, épisode 9)
- 2005-2006 : Point Pleasant, entre le bien et le mal : Sarah Parker (13 épisodes)
- 2006 : The Unit : Commando d'élite : Hélène Rouse (saison 1, épisode 8)
- 2006: Grey's Anatomy : Nikki Gibson (saison 3, épisode 7)
- 2006-2008 : Jericho : Mary Bailey (22 épisodes)
- 2007 : The Minor Accomplishments of Jackie Woodman (en) : Meredith (saison 2, épisode 7)
- 2007 : Boston Justice (Boston Legal) : Deena Rice (saison 4, épisode 3)
- 2008 : Eli Stone : Sadie Abrams (saison 1, épisode 9)
- 2008 : American Wives (Army Wives) : Carol Hudson (saison 2, épisode 6)
- 2008 : The Cleaner : Shari Giles (saison 1, épisode 1)
- 2008-2009 : Crash : Christine Emory (13 épisodes)
- 2009 : Dr House' : Ellie Miller (saison 5, épisode 22)
- 2009 : NCIS : Los Angeles : Helen McGuire (saison 1, épisode 1)
- 2010 : Esprits criminels (Criminal Minds) : Shérif Samuels (saison 5, épisode 13)
- 2010 : Les Experts : Miami (CSI: Miami) : Janet Gardner (saison 8, épisode 15)
- 2010 : Miami Medical : Arianna (saison 1, épisode 7)
- 2010 : Private Practice : Pam Tanner (saison 4, épisode 10)
- 2010-2011 : Chuck : Kathleen McHugh (4 épisodes)
- 2011 : Castle : Noreen Hixton (saison 3, épisode 14)
- 2011 : La Loi selon Harry (Harry's Law) : Susan Duggin (saison 2, épisode 9)
- 2012-2014 : NCIS : Enquêtes spéciales : Ann Gibbs (saison 9, épisode 14 et saison 11, épisode 24)
- 2013 : Revenge : Patricia Barnes (saison 2, épisode 10)
- 2013 : Major Crimes : Mrs. Riley (saison 2, épisode 13)
- 2014 : Mentalist (The Mentalist) : Emma Valeria (saison 6, épisode 21)
- 2014 : Perception : Victoria Pavel (saison 3, épisode 4)
- 2014 : Les Experts (CSI: Crime Scene Investigation) : Joanna Higgins (saison 15, épisode 12)
- 2015 : NCIS : Nouvelle-Orléans (NCIS: New Orleans) : Anna Boudreau (saison 2, épisode 1)
- 2015-2016 : Aquarius : Lucille Gladner (8 épisodes)
- 2017 : Maid to Order : Natascha (4 épisodes)
- 2019 : The Magicians : ? (saison 4, épisode 10)

##### Téléfilms
- 1988 : Le Dernier Western (Once Upon a Texas Train) de Burt Kennedy : Meg Boley
- 1992 : Ultime étreinte (Obsessed) de Jonathan Sanger (en) : Andie Bledsoe
- 1995 : Mensonges et Trahison (Betrayed: A Story of Three Women) de William A. Graham : Dana Bixler
- 1996 : Venus d'ailleurs (Them) de Bill L. Norton : Kelly Black
- 1997 : Double Écho (Echo) de Charles Correll : Tess Lewis
- 2002 : Maman, je suis seul contre tous (Home Alone 4) de Rod Daniel : Kate McCallister
- 2003 : 44 minutes de terreur (44 Minutes: The North Hollywood Shoot-Out) de Yves Simoneau : la femme de Frank
- 2007 : La Revanche de Déchireman (en) (Shredderman Rules) de Savage Steve Holland : Mom
- 2008 : Les Ailes de la Terreur (en) (Flu Bird Horror) de Leigh Scott : Dr. Jacqueline Hale
- 2009 : Doc West de  Giulio Base et Terence Hill : Denise Stark
- 2011 : Mon père, ce rockeur (Rock the House) de Ernie Barbarash : Jesse
- 2013 : Teachers de Gary Wheeler : Sara

### Productrice
- 2006 : Submission de Jay Miracle

### Assistante réalisatrice
- 2023 : Night of the Caregiver de Joe Cornet

## Jeu vidéo
- 1995 : Johnny Mnemonic: The Interactive Action Movie : Jane (voix)